# Dimítrios Vikélas
Vous lisez un « bon article » labellisé en 2007.
Dimítrios Vikélas (grec moderne : Δημήτριος Βικέλας) est un homme d'affaires et un écrivain grec, né le 15 février 1835 (27 février dans le calendrier grégorien) à Ermoúpoli dans l'île de Syros et mort le 7 juillet 1908 (20 juillet dans le calendrier grégorien) à Athènes. Il est le premier président du Comité international olympique (CIO).
Après une enfance passée en Grèce, à Constantinople et à Odessa, il fait fortune à Londres, où il se marie. Il s'installe ensuite à Paris en raison de l'état de santé de son épouse. Ayant abandonné les affaires, il se consacre à la littérature et à l'histoire. Il publie de nombreux romans, nouvelles et essais qui lui valent une réputation certaine. Il fréquente les milieux littéraires et artistiques.
Sa renommée et le fait qu'il habite Paris le font choisir pour représenter la Grèce à un congrès convoqué par Pierre de Coubertin en juin 1894. Ce congrès décide de rétablir les Jeux olympiques et de les organiser à Athènes en 1896, désignant Dimítrios Vikélas pour présider le comité d'organisation. Après les Jeux, il se retire à Athènes où il meurt en 1908.

## Biographie

### Enfance
Né d'un père marchand, originaire de Béroia en Macédoine grecque, et d'une mère appartenant à la riche famille commerçante des Mélas, les Smaragda, Dimítrios Vikélas fut éduqué par sa mère à la maison, peut-être à cause d'une santé fragile. L'année de ses six ans, sa famille partit s'installer à Constantinople, puis dix ans plus tard à Odessa. Il commença alors à travailler pour la compagnie commerciale de son père. Il montrait aussi déjà ses aptitudes littéraires. À 17 ans, il traduisit la tragédie de Racine, Esther,.

### Londres, du commerce à la littérature

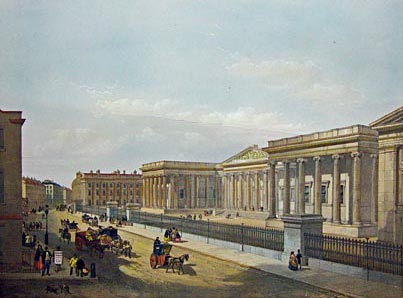
Le British Museum dans la seconde moitié du XIXe siècle.

En 1852, il quitta ses parents afin de travailler pour l'entreprise Melas Bros, appartenant à ses oncles Leon et Vasileios Melas dans la  City à Londres comme trésorier puis comme partenaire. Il habitait chez ses oncles, à deux pas du British Museum. Il commença aussi à entretenir une correspondance hebdomadaire avec sa mère.
Cette correspondance, conservée, est une des sources les plus importantes pour établir sa biographie. Il tenait aussi un journal où il consignait non seulement les faits de sa vie quotidienne, mais aussi, sur les conseils de son oncle Leon, ses réflexions sur les livres qu'il lisait ou les pièces de théâtre auxquelles il pouvait assister.
Après sa journée de travail dans l'entreprise commerciale de ses oncles, il allait suivre les cours du soir de l'University College (la seule université londonienne qui n'exigeait pas de ses étudiants d'être du rite anglican). Il y obtint une licence en botanique (la seule matière qui offrait des cours du soir). Il apprit l'allemand et l'italien. Il se mit aussi à l'escrime, à l'équitation et à l'aviron. Mais, comme il le signale dans ses Mémoires, les circonstances ne lui permirent pas de continuer à pratiquer. Il était devenu aussi très érudit et commença à publier : un recueil de poèmes en 1862 et de nombreux articles dans des périodiques londoniens, sur la presse britannique ou sur la culture du coton en Grèce. Lors des événements politiques de 1863 en Grèce, à la suite de la révolution, qui mena à l'éviction d'Othon et à l'élection de Georges Ier, Vikélas s'engagea pour son pays en organisant des collectes de fonds pour soutenir le gouvernement provisoire. Il écrivit aussi des lettres aux principaux journaux de l'époque pour demander que les droits de la Grèce soient respectés. Il se fit définitivement connaître du monde intellectuel britannique après 1866, lorsqu'il contacta auteurs et universitaires pour les sensibiliser à la cause crétoise lors de l'insurrection de 1866-1867 pour laquelle il organisa encore des collectes de fonds,.

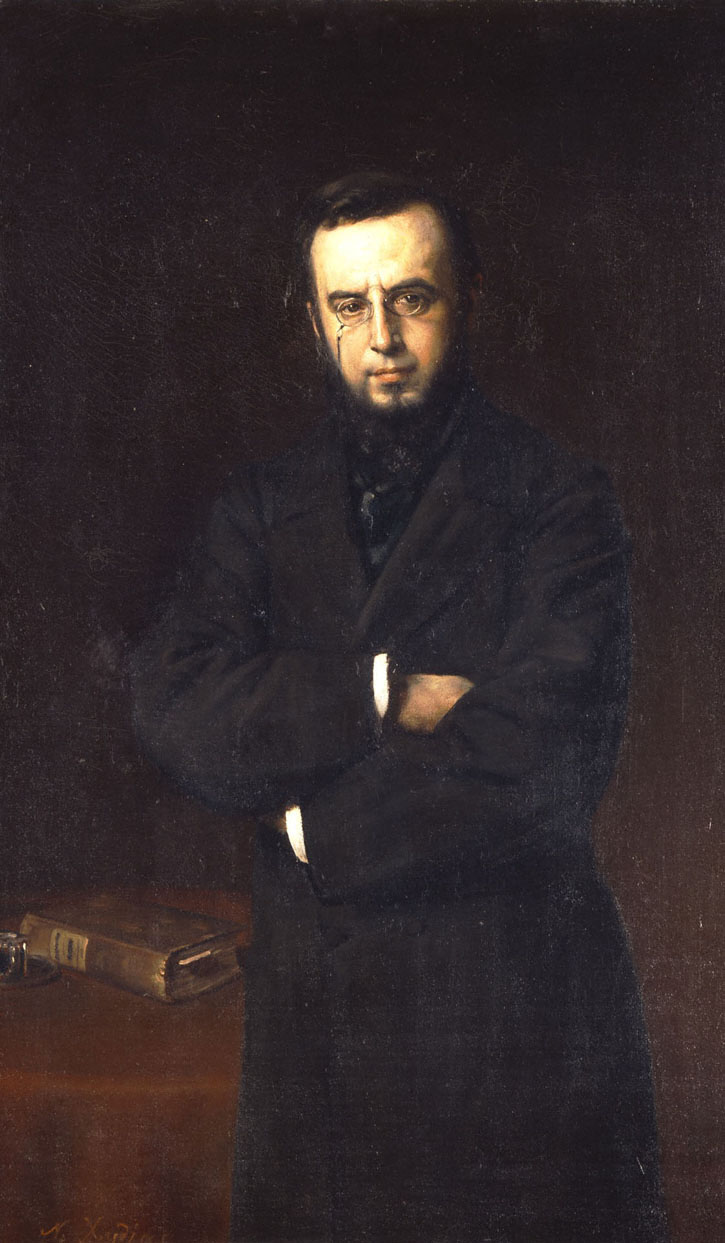
Dimítrios Vikélas en 1870.

En 1866 aussi, il épousa Kalliope Geralopoulou, une jeune sœur de Katerini, l'épouse d'un de ses oncles, elle aussi membre d'une riche famille de commerçants grecs de Londres. Il devint alors partenaire dans l'entreprise de ses oncles.
Il se lia aussi d'amitié avec Charílaos Trikoúpis (par la suite premier ministre de Grèce), qui commençait alors sa carrière politique en tant qu'attaché puis Chargé d'Affaires à l'Ambassade de Grèce en Grande-Bretagne où l'ambassadeur n'était autre que Spiridon Trikoupis, père de Charilaos, homme politique et historien. Les deux hommes entretinrent une abondante correspondance.
Il continua à agir en faveur de la Grèce : il publia en 1868, un article statistique d'une trentaine de pages sur le royaume des Hellènes à la suite d'une conférence à la Royal Statistical Society ; il fonda en 1870 une école pour les jeunes Grecs installés en Angleterre. Tout son travail, polémique, politique, journalistique, historique ou littéraire avait un double but : relever le moral et le niveau intellectuel de son pays mais aussi en changer la réputation auprès du reste du monde. Il écrivit à propos de son essai historique de 1874, On the Byzantines, qu'il voulait restaurer la réputation de l'Empire byzantin.
En 1876, à la suite de la crise économique qui avait commencé en 1873, et afin de ne pas perdre les bénéfices de leur travail, Dimítrios Vikélas et ses oncles liquidèrent l'entreprise « Melas Bros / D. Vikélas ». Il se trouva alors à la tête d'une confortable fortune qui lui permit de se consacrer définitivement à la littérature.

### Paris, la maladie de son épouse et la littérature
En 1874, à la suite du décès de son père, Kalliope commença à souffrir de troubles mentaux et fit un certain nombre de tentatives de suicide. Le couple tenta de voyager pour soulager ses maux. À Paris, à la suite d'une nouvelle crise, les médecins déclarèrent Kalliope Vikelas folle et elle fut internée pendant sept mois et demi à l'asile de Jules Bernard Luys à Ivry-sur-Seine. Fidèle à son habitude, Vikelas enregistra jour par jour l'évolution de la santé mentale de sa femme, pendant les vingt ans qui suivirent.
Dans son journal, dès 1872, Dimítrios Vikélas exprimait la volonté d'aller s'établir à Athènes. En 1877, profitant d'une période de rémission de Kalliope, le couple s'installa dans la capitale grecque. Vikelas commença à se faire construire une résidence au coin des rues Panepistimiou (de l'Université) et Voukourestiou (de Bucarest). Cependant, l'état de santé de son épouse s'aggrava à nouveau et il l'accompagna en France où elle fut à nouveau internée à Ivry sur Seine.
Vikélas entreprit, lors de ses séjours parisiens de traduire Shakespeare en grec : Le Roi Lear, Roméo et Juliette et Othello lors du premier internement de son épouse (1878) ; Macbeth et Hamlet lors du deuxième (1881). Les lectures publiques de ses traductions reçurent un accueil enthousiaste dans les salons littéraires athéniens. Il écrivit aussi alors son œuvre littéraire principale : Loukis Laras. Le livre parut d'abord à Athènes en feuilleton au début de 1879. La même année, il fut traduit en français et en allemand. La traduction française (qui connut une première réédition en 1880) fut incluse par le Ministre de l'Instruction publique Jules Ferry dans la liste des ouvrages pouvant servir de livres de prix récompensant les bons élèves.

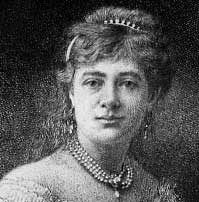
Juliette Adam

Vikélas passa les quinze années suivantes à Paris, multipliant les contacts avec les milieux intellectuels et littéraires de la capitale française. Ainsi, Juliette Adam lui dédia son anthologie des Poètes grecs contemporains. parue en 1881 et il publiait dans sa Nouvelle Revue. Il y écrivit, ainsi qu'ailleurs, de nombreux articles (sur l'histoire byzantine, la Question d'Orient ou la vie politique grecque), des nouvelles (un recueil en français et grec parut en 1887) et même des guides de voyage.
Dans la controverse linguistique en Grèce, entre Katharévousa et démotique, Vikélas choisit une position médiane, refusant aussi bien les excès des démoticistes que ceux des défenseurs acharnées de la langue savante. Il suggérait d'utiliser le Katharévousa pour les discours parlementaires par exemple, mais la langue populaire pour la poésie.
Entre 1877 et 1892, il voyagea, car au plus fort de ses crises, sa femme ne pouvait supporter sa présence. Il retourna en Grèce, se rendit en Écosse, en Suisse, en Espagne et à Constantinople. En novembre 1889, il faisait partie des invités au mariage du Diadoque Constantin (prince héritier de Grèce) avec Sophie de Prusse. En 1892, il acheta un nouveau terrain à Athènes (angle des rues Kriezotou et Valaoriti) où il se fit construire une nouvelle résidence qui fut aussi sa dernière demeure.
En 1893, il participa au financement de la construction de l'église orthodoxe grecque de Paris.
En mai 1894, il reçut une requête de l'Association Panhellénique de Gymnastique. On lui demandait d'assister au Congrès sur l'amateurisme organisé le mois suivant par Pierre de Coubertin. Après avoir hésité, il accepta de représenter l'association. Lors de ce Congrès, il fut décidé de recréer les Jeux olympiques et de les organiser à Athènes. Vikélas fut élu Président du Comité international olympique.

### Le retour définitif en Grèce
Chargé de l'organisation des Jeux olympiques de 1896, Vikélas retourna en Grèce à l'automne 1894. Il n'y passa qu'une dizaine de jours. En effet, le 14 octobre, il reçut un télégramme du docteur Luys lui annonçant que l'état de son épouse avait empiré. Elle avait des œdèmes sur les cuisses, les mollets et à l'estomac. Elle ne pouvait plus s'alimenter. Il retourna de toute urgence à Paris. Il semblerait qu'elle mourut alors.
En novembre 1894, un certain nombre de jeunes officiers nationalistes, marqués par l'idéologie de la Grande Idée créèrent une société secrète, la Société Nationale (Ethniki Etairia) qui avait pour but de remonter le moral du pays et de préparer la libération des Grecs encore soumis à l'Empire ottoman. En septembre 1895, ils recrutèrent des civils, tous liés à l'organisation des Jeux olympiques, dont Vikélas lui-même, bien qu'il ait déclaré avoir uniquement cédé à la pression amicale, y avoir participé uniquement de façon financière et en avoir démissionné rapidement. Il avait été ici encore attiré par la possibilité de relever son pays.
Après les Jeux, il se retira du comité olympique où il fut remplacé, en tant que membre par le comte Alexandre Mercati, et en tant que président par Coubertin. La défaite lors de la guerre de 1897 contre la Turquie lui porta un coup sévère au moral. Il décida de quitter Paris pour s'installer définitivement à Athènes. Il s'y consacra à l'éducation populaire. Il fonda en 1899 une « Société pour la diffusion des livres utiles » à Athènes afin de relever le pays de sa défaite.
En 1905, il représenta l'Université d'Athènes lors du septième colloque du CIO à Bruxelles. Il était en effet resté un membre actif du comité olympique hellénique.
Il mourut à Athènes « d'une douloureuse maladie » en juillet 1908.
Il avait été fait chevalier de la Légion d'honneur le 31 décembre 1891, Docteur honoris causa de l'Université de St Andrews en novembre 1893 (le premier Grec à recevoir cet honneur). Il était membre (à partir de 1874 puis Président à partir de 1894) de la Société pour l'Encouragement des Études grecques, en France et de la Society for the Promotion of Hellenic Studies à Londres.
Il fit don de son immense bibliothèque à Héraklion qui fonda la bibliothèque Bikelaia.

## Le mouvement olympique

### Le Congrès de Paris

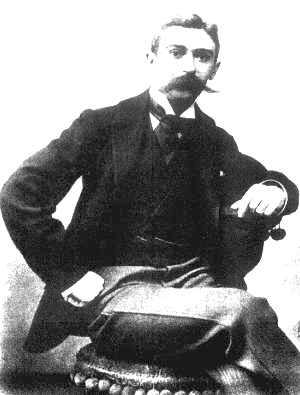
Pierre de Coubertin

Pierre de Coubertin avait déjà tenté en 1892 lors du congrès pour le cinquième anniversaire de l'Union des sociétés françaises de sports athlétiques de récréer les Jeux olympiques. S'il avait soulevé l'enthousiasme du public, il ne réussit pas à concrétiser les bonnes intentions.
Il décida de réitérer sa tentative lors du congrès suivant en 1894 où il serait ouvertement question de l'amateurisme, mais aussi, en sous-texte de la recréation des Jeux olympiques. Six des sept points qui seraient débattus portaient sur l'amateurisme (définition, disqualification, pari…) et le septième sur la possibilité de restaurer les Jeux. Coubertin chercha aussi à donner une dimension internationale à son congrès. Il obtint le patronage de nombreuses personnalités : le roi des Belges, le Prince de Galles, le Diadoque Constantin (prince héritier de Grèce) ou William Penny Brookes, le créateur des Olympian Games à Much Wenlock et Ioannis Phokianos. Phokianos était professeur de mathématiques et de physique, et proviseur de lycée. Il était aussi un des propagateurs du sport en Grèce : il fut l'organisateur des Jeux olympiques (ou Festival olympique) dits de Zappas de 1875 et 1888 et le fondateur de l'Association Panhellénique de Gymnastique. Phokianos ne pouvait se déplacer à Paris pour des raisons financières et parce qu'il finalisait la construction de son nouveau lycée. Il se tourna vers un des plus éminents représentants de la communauté grecque à Paris : Dimítrios Vikélas à qui il écrivit pour lui demander de prendre part au congrès.
Dans un discours aux étudiants grecs de Paris le 5 avril 1895, Dimítrios Vikélas racontait sur un ton humoristique comment il s'était retrouvé à participer à ce congrès : 

« Au début de juin l'année dernière, le postier m'apporta un paquet d'où j'ai extrait un diplôme faisant de moi un membre de l'Association Panhellénique de Gymnastique. Je n'avais jamais entendu parler de ce club et de ses activités. Je n'avais jamais cherché l'honneur d'en être membre, et je n'avais pas les qualités requises. Le mystère s'éclaircit le lendemain, quand le postier m'apporta une énorme enveloppe, contenant une lettre de l'Association me demandant de la représenter à un Congrès Athlétique International. Cette lettre était accompagnée d'autres lettres : certaines écrites par des amis, d'autres par des membres de l'Association me priant d'accepter. Je n'avais aucune idée qu'un congrès athlétique international pouvait se tenir à Paris. Qu'avais-je en commun avec l'athlétisme ? Mais, pouvais-je dire non à des amis chers ? Par ailleurs, j'avais été auparavant invité à des congrès, sans avoir les qualifications requises pour y participer. En y participant, j'avais réussi à dissimuler mon ignorance, maintenant un silence salutaire. J'avais même profité de ces occasions pour établir d'agréables contacts et m'amuser. Espérant qu'il en serait de même, et ne souhaitant pas déplaire à mes amis, j'acceptais le mandat. »

Cette « incompétence technique » fut soulignée par sa nécrologie dans la Revue Olympique en 1908. Il semblerait que, parmi les amis qui sollicitèrent Vikélas et que celui-ci ne voulait pas mécontenter, se trouvait le diadoque Constantin. C'était donc, selon les mots de Vikélas lui-même, une offre qu'il ne pouvait refuser. Il espérait seulement que sa participation au congrès n'allait pas l'obliger à prendre part à une quelconque activité athlétique. Phokianos, une fois que Vikélas eut accepté, lui envoya un long rapport sur l'histoire des Jeux olympiques, l'amateurisme, l'importance de la gymnastique moderne et du pentathlon. Phokianos désirait que ce rapport fût lu au congrès et il demandait à Vikélas de le faire, après l'avoir traduit.

### Le comité pour la restauration des Jeux olympiques et le choix d'Athènes pour 1896
Le Congrès de Paris devait discuter de six questions concernant l'amateurisme. Une septième était consacrée à la restauration des Jeux olympiques. Une commission fut instaurée pour discuter de chacune de ces questions. Coubertin suggéra que celle qui était consacrée aux JO fût présidée par Dimítrios Vikélas qu'il rencontrait pour la première fois lors du congrès.
Les versions diffèrent à propos du choix de la première ville organisatrice et de la date des premiers Jeux olympiques. Pierre de Coubertin dans ses Mémoires écrit qu'il désirait que les premiers Jeux aient lieu à Paris en 1900, mais qu'au cours du congrès, Vikélas, qu'il apprécia immédiatement, sut le convaincre de les organiser à Athènes dès 1896. Pour la Revue Olympique, faisant sa nécrologie en 1908, Vikélas espérait aussi faire avancer la cause de la Grèce auprès de la communauté internationale grâce l'organisation des Jeux. Pour cette raison, il suggéra qu'ils aient lieu dès 1896 à Athènes et non en 1900 à Paris.
Quant à Vikélas, il écrit qu'il n'avait même pas espéré qu'Athènes pût être la première ville organisatrice, mais qu'il souhaitait au moins qu'elle fût incluse dans la liste des villes potentiellement organisatrices,. Les minutes du congrès, étudiées par l'historien américain David Young, montrent que les villes de Londres et Athènes étaient les plus sérieusement envisagées pour la première organisation. Coubertin, ne désirant pas voir Londres triompher, aurait soutenu Athènes. On n'était pas encore au temps de l'Entente cordiale, et la rivalité franco-britannique était alors forte. Il semblerait que Budapest ait aussi été candidate, car en 1896 devait s'y tenir une Exposition universelle.

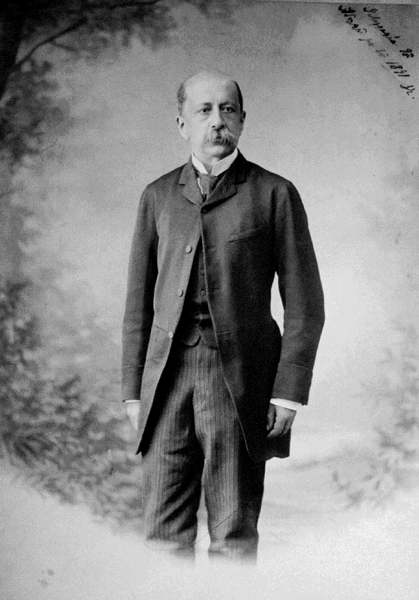
Charílaos Trikoúpis

Lors de la dernière séance plénière, Vikélas proposa Athènes pour la première organisation des Jeux. Dans son discours aux étudiants grecs en 1895, il expliquait qu'il n'avait pu faire autrement que le suggérer, tout en connaissant les grandes difficultés que son pays aurait à affronter. En décembre 1893, le Premier ministre grec Charílaos Trikoúpis avait pratiquement déclaré le pays en faillite, réduisant unilatéralement la dette extérieure de la Grèce à 30 % de sa valeur. Athènes était aussi alors éloignée du reste de l'Europe et de l'Amérique : il fallait entre 120 et 150 heures pour faire Londres-Athènes (sans tenir compte des temps d'attente aux correspondances). Il précisa qu'il n'avait de mandat pour soutenir la candidature de la capitale grecque ni de l'Association Panhellénique de Gymnastique ni du gouvernement grec. Il déclara aussi qu'il ne fallait pas attendre de la Grèce une organisation grandiose, mais que la chaleur de l'accueil et les beautés des ruines compenseraient les manques dans l'organisation. Les participants au congrès choisirent alors Athènes comme ville organisatrice par acclamation. La présence et l'éloquence de Vikélas avaient été décisives.
À la fin du congrès, un comité permanent chargé d'en appliquer les décisions, le futur comité international olympique, fut mis en place. Coubertin suggéra que le président fût originaire du pays qui hébergerait les Jeux suivants.

### Le comité international olympique et l'organisation des Jeux d'Athènes

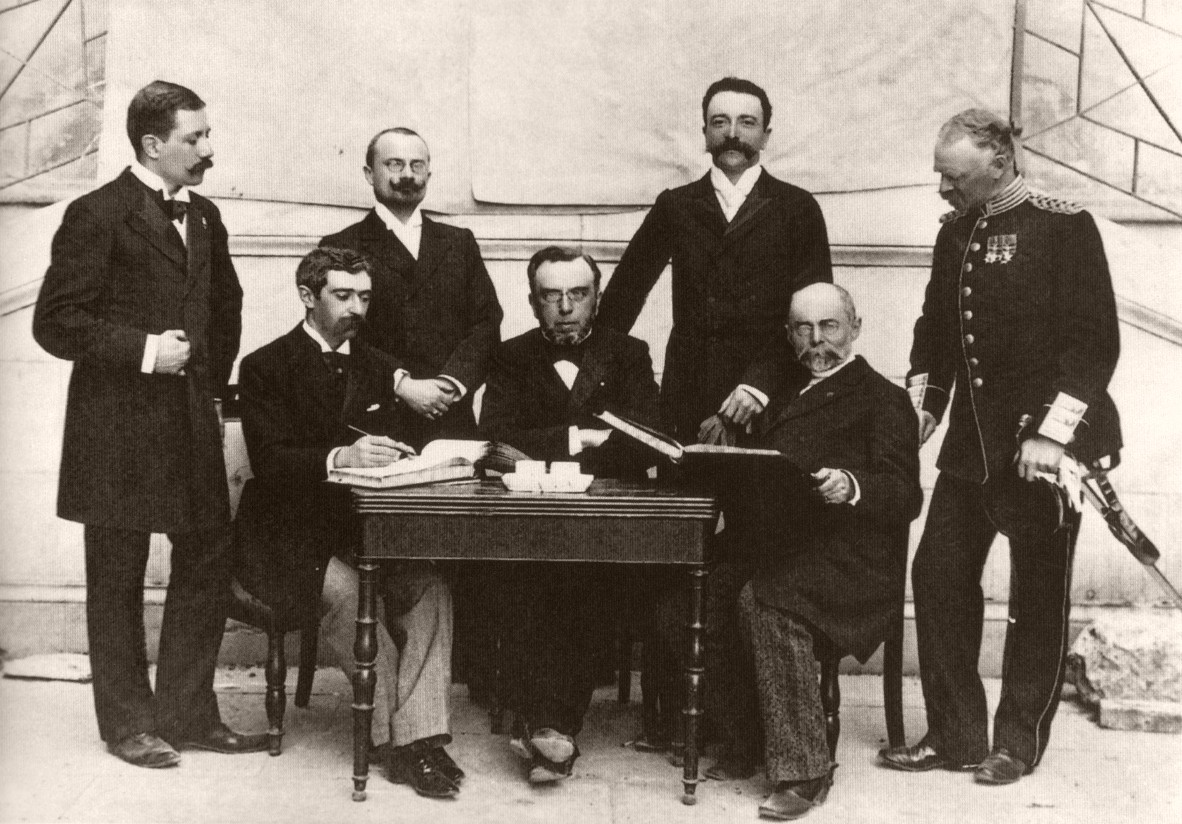
Le premier comité international olympique : debout : Gebhardt (Allemagne), Guth-Jarkovsky (Bohême), Kemeny (Hongrie), Balck (Suède) ; assis : Coubertin, Vikélas au centre, Boutowsky (Russie).

Après la clôture du Congrès, Coubertin, William Milligan Sloane (Professeur de Philosophie de l'Histoire à l'université de Princeton et représentant des universités nord-américaines au congrès de Paris) et le gymnaste Ernest Callot (trésorier du CIO) se réunirent chez Vikélas, rue de Babylone à Paris. Ce fut alors que Coubertin réussit à le convaincre de prendre la direction du CIO. À l'automne, il partit pour Athènes qu'il atteignit le 4 octobre 1894. Il écrit qu'il a trouvé la population grecque très enthousiaste à l'idée des Jeux, que le Premier ministre Trikoupis était « bien disposé », mais qu'il aurait « préféré ne pas voir surgir cette affaire ». Afin de convaincre le gouvernement et les personnalités politiques grecques, Vikélas multiplia, jusqu'aux problèmes de santé de son épouse, les rencontres, les consultations et les entretiens, préparant la visite programmée pour le mois suivant de Coubertin en Grèce.
Ce fut donc sans Vikélas (il ne revint à Athènes qu'en décembre) que se tint le « congrès de préparation du concours olympique » au Zappéion en novembre 1894. Ce congrès, sous la direction de Coubertin et le haut patronage du diadoque Constantin, décida du programme des épreuves. Ce fut alors qu'il fut décidé de créer l'épreuve du marathon suggérée par l'helléniste Michel Bréal. Celui-ci décida d'offrir une coupe au vainqueur de l'épreuve. Sur cette coupe était gravée un texte écrit par Bréal et traduit en collaboration avec son ami Vikélas.

La cérémonie d'ouverture des Jeux olympiques en 1896

Vikélas fut un de ceux qui travaillèrent le plus à répondre aux diverses objections à propos de l'organisation des Jeux du gouvernement de Trikoupis, pourtant son ami. Il fut soutenu dans cette lutte par le principal adversaire politique de Trikoupis, Theódoros Deligiánnis qui prit la position inverse et soutint les Jeux à Athènes. Le principal problème était le financement des Jeux. Lors de sa visite à Athènes, Coubertin en avait estimé le coût de 150 000 à 250 000 drachmes. En décembre 1894, les experts grecs penchaient plutôt pour 600 000 drachmes. En novembre 1895, l'État grec exempta le comité d'organisation du paiement des timbres. Ce n'allait pas être suffisant. Vikélas rendit visite à tous ses (riches) amis pour obtenir leur concours financier. Mais, il fallait plus. Il obtint du Diadoque Constantin la convocation d'un congrès au Zappéion en janvier 1895. Une douzaine de personnalités grecques de premier plan, dont un ancien maire d'Athènes ou Georges Melas, un des riches oncles de Vikélas, furent « invitées » par celui qui était le futur souverain. Ce congrès mena à la création du comité olympique hellénique, le premier comité olympique national de l'histoire. Le COH lança un appel à tous les Grecs, leur demanda de participer au financement des Jeux. Ainsi, Georges Averoff, riche banquier de la communauté grecque d'Alexandrie versa 920 000 drachmes au comité, sauvant ainsi les Jeux. Il finança aussi pour un million de drachmes la réfection du stade antique. Vikélas contacta son ami peintre, qu'il avait croisé à Munich, lors d'un de ses voyages, Nikolaos Gysis, pour lui demander de dessiner le diplôme décerné aux vainqueurs olympiques. Il se posa aussi le problème des sportifs qui participeraient aux épreuves, surtout à cause des inimitiés nationalistes de l'époque, comme la rivalité franco-allemande. Vikélas, grâce à ses nombreux contacts politiques et intellectuels à travers l'Europe travailla sans relâche à convaincre pays et sportifs de participer.

## L'œuvre historique et littéraire

### Romans et nouvelles
- Poèmes., Londres, 1862.
- Loukis Laras fut son œuvre principale. C'est un roman historique patriotique et moral. Le style est naturaliste, à l'opposé des ouvrages romantiques très lourds qui se faisaient jusqu'alors en Grèce. Il est écrit dans une langue simple afin de le rendre accessible au plus grand nombre. L'action se déroule lors de la guerre d'indépendance grecque entre Smyrne, Chios, Syros et les Cyclades. Un vieil homme, devenu riche marchand grec à Londres, se retourne sur sa jeunesse et ses aventures. Le roman fut publié en feuilleton à partir de 1879 dans le magazine littéraire athénien Estia. L'œuvre connut des traductions immédiates dans onze langues, dont le français en premier lieu, puis l'allemand, l'italien et le danois[5].
- Nouvelles grecques, traduites par le Marquis Queux de Saint-Hilaire, 1887.
  - « Philippe Marthas (Nouvelle grecque) » paru dans La Nouvelle Revue., septembre-octobre 1886. lire sur gallica
- Tales of the Aegean. (Contes de l'Égée.)

### Livres et articles historiques
- Articles sur les Paléologue, derniers empereurs byzantins, dans la revue athénienne Pandora, 1859-1860.
- (en) On the Byzantines, Londres, 1874.
- « Les Grecs aux conciles de Bâle et de Florence », La Nouvelle Revue, mai-juin 1882. lire sur Gallica
- « La Grèce avant la révolution de 1821 », La Nouvelle Revue, janvier-février 1884. lire sur Gallica
- De Nicopolis à Olympie : Lettres à un ami, 1885 (à partir de sa correspondance avec le marquis Queux de Saint-Hilaire).
- (en) « The Byzantine Empire », Scottish Review, no 8:16, octobre 1886.
- (en) « Byzantism and Hellenism », Scottish Review, no 9:17, janvier 1887.
- (en) « The Subjects of the Byzantine Empire », Scottish Review, no 9:18, avril 1887.
- (en) « Greece before 1821 », Scottish Review,no 13:26, avril 1889.
- (en) « The Formation of the Modern Greek State », Scottish Review, no 14:27, juillet 1889.
- « L'Empereur Nicéphore Phocas », La Nouvelle Revue., juillet-août 1890. lire sur Gallica
- (en) Seven Essays on Christian Greece, 1890.
- « Le Philhellénisme en France », Revue d'Histoire diplomatique, III, 1891.
- « La Littérature byzantine », Revue des deux mondes, mars-avril, 1892. lire sur gallica
- Grèce byzantine et moderne, Firmin Didot, Paris, 1893.

### Ouvrages politiques et polémiques
- (en) « Journalism in England », Eunomia, Athènes, 1864.
- (en) « Statistics of the Kingdom of Greece », Journal of the Royal Statistical Society, no 31, septembre 1868.
- Le Rôle et les Aspirations de la Grèce dans la question d'Orient, Cercle Saint-Simon, Paris, 1885. lire sur Gallica
- « Vingt-cinq années de règne constitutionnel en Grèce », La Nouvelle Revue, mars-avril 1889. lire sur Gallica
- (en) « The Territory of the Hellenic Kingdom », no 14:28, octobre 1889.

### Traductions
Il traduisit en grec les contes d'Andersen (pour ses neveux et nièces en 1873) et les pièces de Shakespeare Le Roi Lear, Roméo et Juliette, Othello (1878), Macbeth et Hamlet (1881). 